# The Sweet Escape
The Sweet Escape je druhé sólové album americké zpěvačky Gwen Stefani, které vyšlo v prosinci 2006.

## Informace o albu
Původně se po vydání debutové desky Love. Angel. Music. Baby. chtěla vrátit ke své kapele No Doubt, ale rozhodla se vydat ještě druhou desku, která obsahuje materiál natočený pro debutovou desku. Album bylo většinou kritizováno, pro nedostatek silných melodií, které byly na předešlé desce, přesto se desce vedlo v prodejích i hitparádách dobře.
V dubnu 2007 vyjela Gwen i na celosvětové turné k desce, které nazvala The Sweet Escape Tour. Při té příležitosti zahrála i 20. října 2007 v pražské Sazka Areně a natočila v Praze část videoklipu k písni Early Winter.

## Seznam písní
1. "Wind It Up" – 3:09
2. "The Sweet Escape"– 4:06 (feat. Akon
3. "Orange Country Girl"– 3:23
4. "Early Winter" – 4:44 Videoklip
5. "Not That You Got It" – 2:59 Videoklip
6. "4 in the Morning" – 4:51 Videoklip
7. "Yummy" – 4:57 (feat. Pharrell Williams)
8. "Flourescent" – 4:18
9. "Breakin' Up" – 3:46
10. "Don't Get It Twisted" – 3:37
11. "U Started It" – 3:08
12. "Wonderful Life" – 4:09

## Umístění
| Stát           | Umístění |
| -------------- | -------- |
| Austrálie      | 2        |
| USA            | 3        |
| Svět           | 6        |
| Švýcarsko      | 8        |
| Velká Británie | 14       |
| Švédsko        | 19       |
| Německo        | 29       |
| Francie        | 33       |
| Nizozemsko     | 35       |
| Belgie         | 40       |